# Alraigo
El Alraigo es un buque mercante español, famoso por el rescate de un cazabombardero Sea Harrier, que realizó un aterrizaje de emergencia en su cubierta el 6 de junio de 1983.

## Historia
Antes de portar en cubierta un cazabombardero valorado en casi diez millones de euros (concretamente 1540 millones de pesetas de la época), el Alraigo ya había transportado armas de menor enjundia con cierta regularidad, tanto a países africanos como americanos. 
Aproximadamente a las 11 de la noche del sábado 6 de junio de 1983, a unas 120 millas de la costa de Portugal, y a la altura de Oporto, el British Aerospace Sea Harrier FRS.1 con matrícula Za176 procedente del portaaviones HMS Illustrious, se posó en la cubierta del Alraigo. Para ello, el piloto Ian Watson tuvo que evitar la grúa central del buque. Tras el contacto, el avión se desplazó hacia atrás sobre los contenedores en los que había aterrizado, impactando con una furgoneta, quedando el aparato en posición rampante, con la cola en la cubierta del buque y el morro sobre los contenedores allí estibados.
Desde el Illustrious, se intentó presionar al capitán del Alraigo, para que se dirigiera a Lisboa, Gibraltar o Malta, o incluso  para realizar una maniobra de traspaso de sólidos en alta mar, a lo cual, se negó el capitán del mercante, siguiendo rumbo a las Islas Canarias.
Tras alcanzar su destino en las islas Canarias tres días después, el avión se convirtió en una atracción mediática. Finalmente fue trasladado a un petrolero británico, el British Hay, recibiendo posteriormente el armador y tripulación españoles una compensación económica por el rescate tras largas negociaciones.
El Alraigo también ha sido protagonista de otros incidentes menores. En octubre del mismo año 1983 fue arrestado por las autoridades británicas en el puerto de Tilbury debido a un impago de servicios portuarios. En marzo de 1987, mientras estaba en Puerto Rico se solicitó la reparación de un motor auxiliar, que no fue abonada. El buque dejó de operar con ese país, y a los tres años el caso prescribió.
Durante la década de los años 1990 experimentó una serie de cambios en su nombre, pasando a denominarse Cotinsa Catalunya en 1991, Alpha Marine en 1994, Laptali M. en 1995, UB Laptali M. en 1996, nuevamente Laptali M. en 1998, Blast en 1999 Seatide en el mismo año 1999 y finalmente Golden Fox bajo bandera moldava.
El avión se encuentra actualmente expuesto en el museo del Aire de Nottinghamshire, a donde fue trasladado en 2004.